# Đại kích
Euphorbia pekinensis là một loài thực vật có hoa trong họ Đại kích. Loài này được Rupr. mô tả khoa học đầu tiên năm 1859.

## Hình ảnh

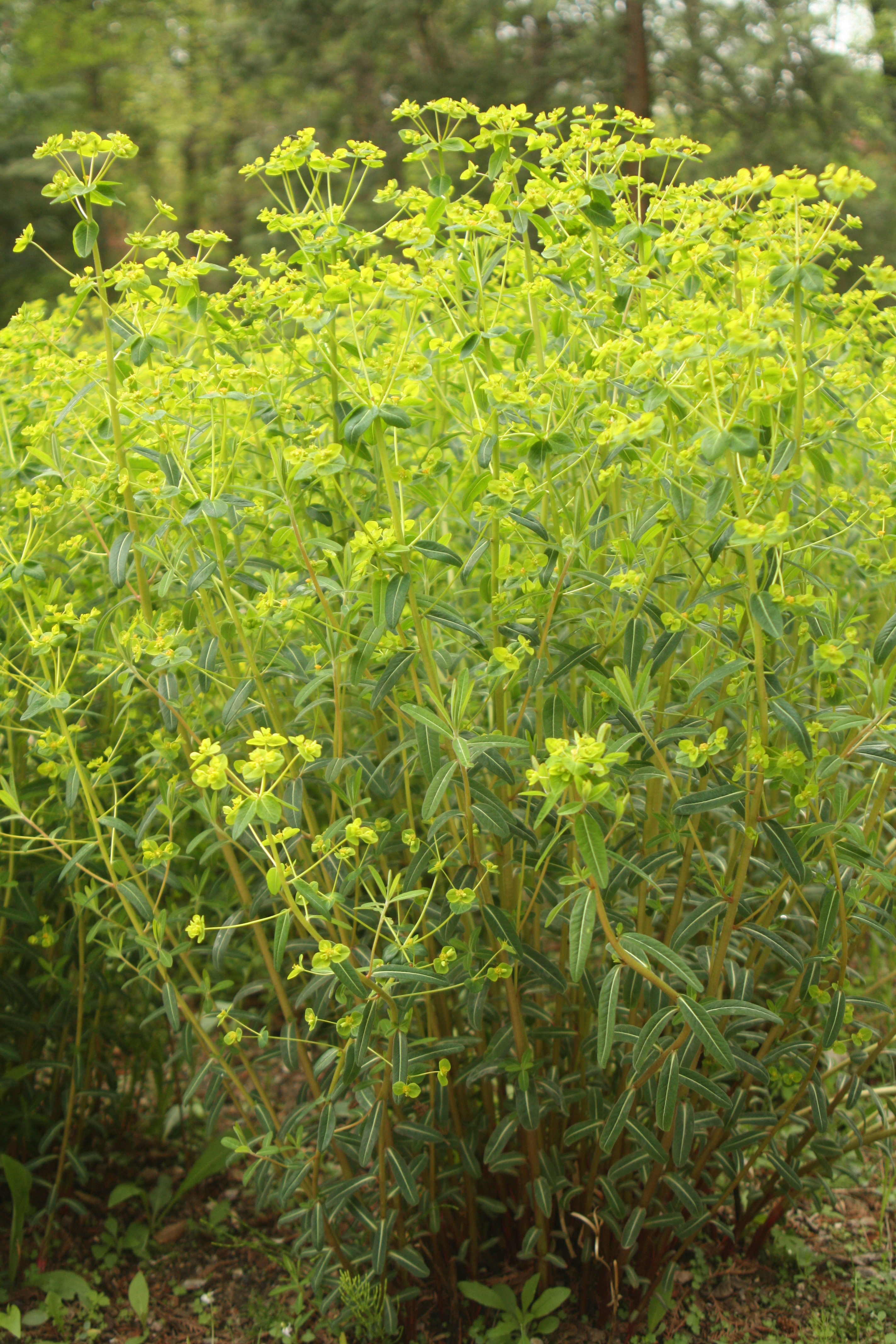
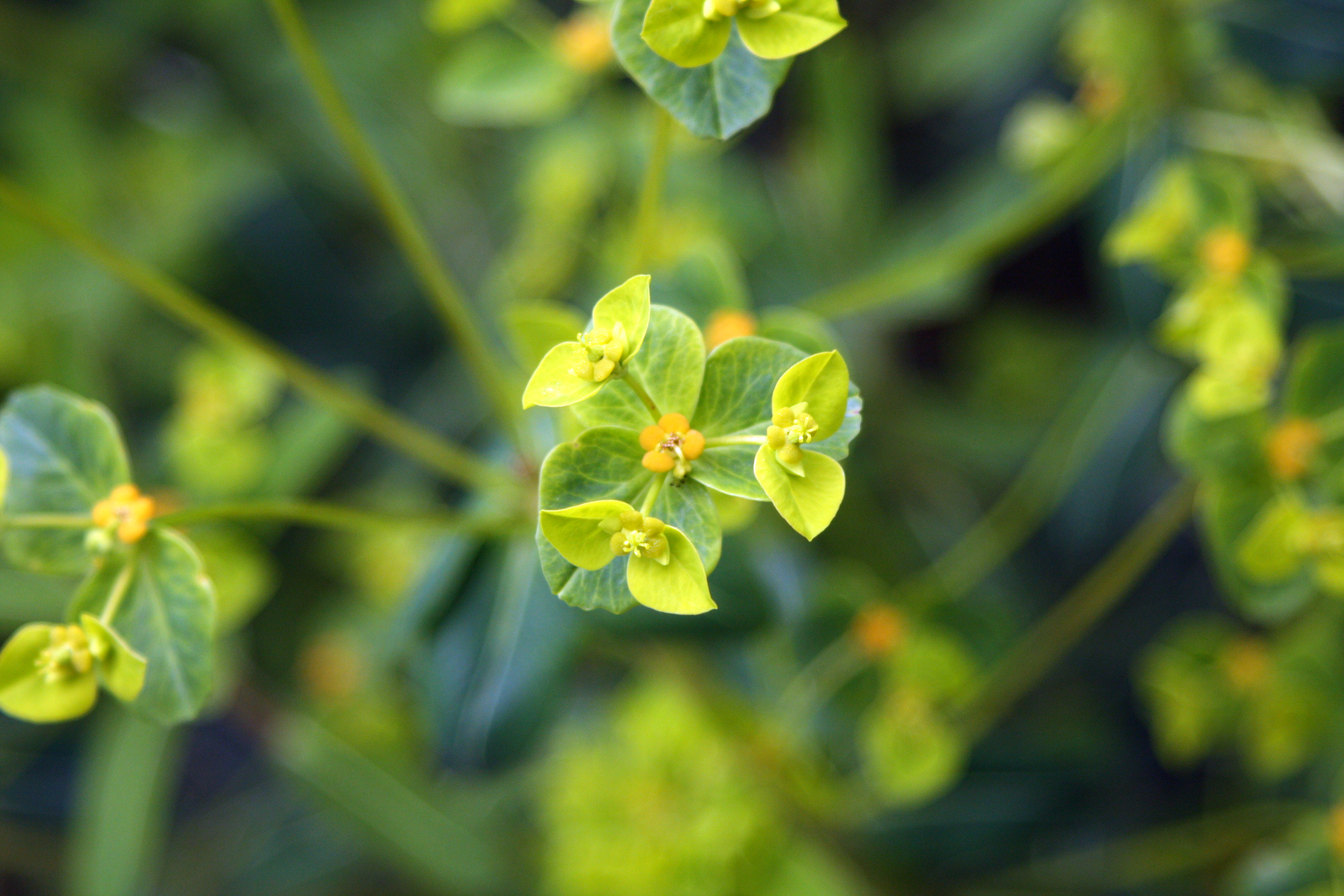
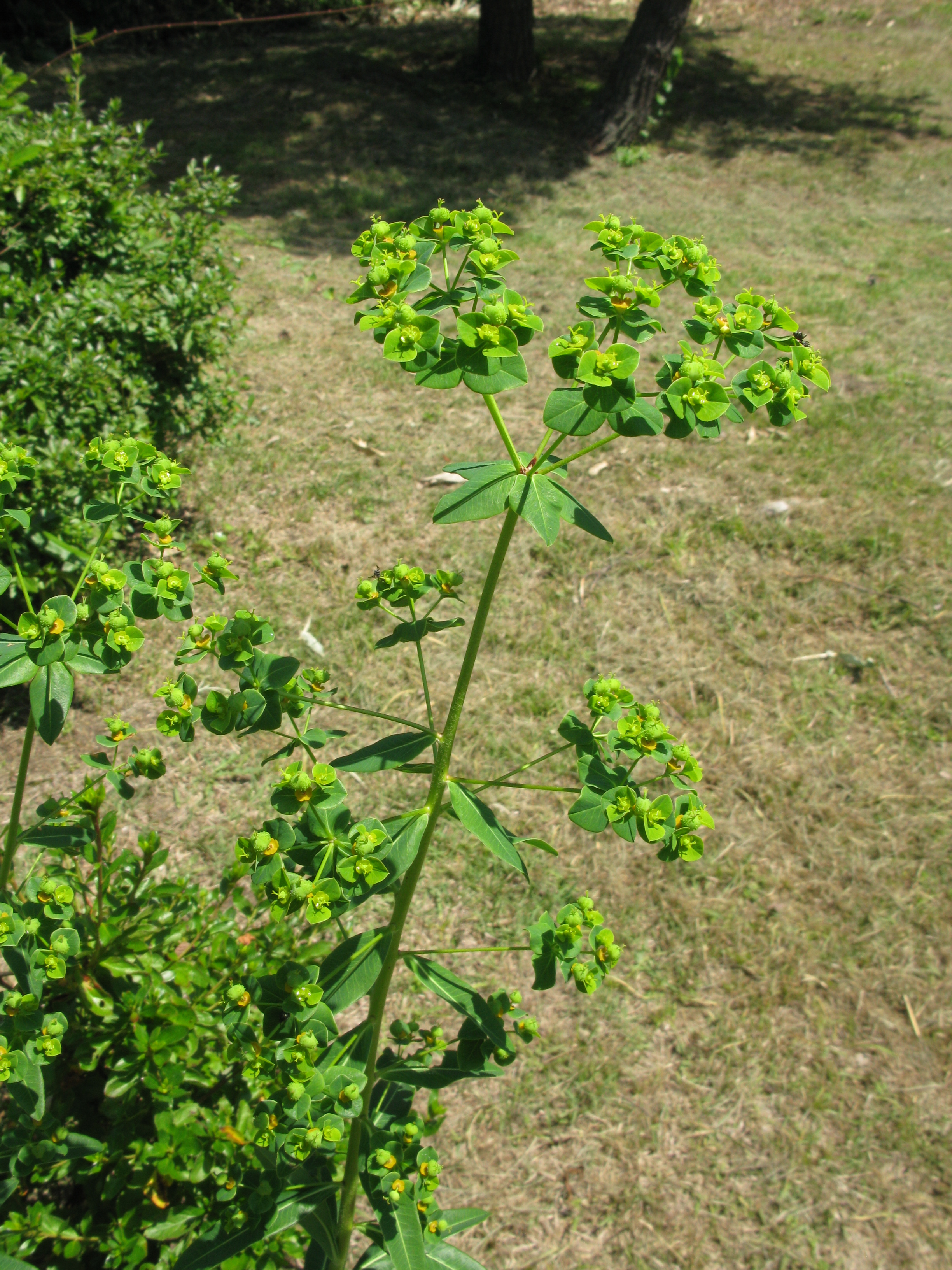
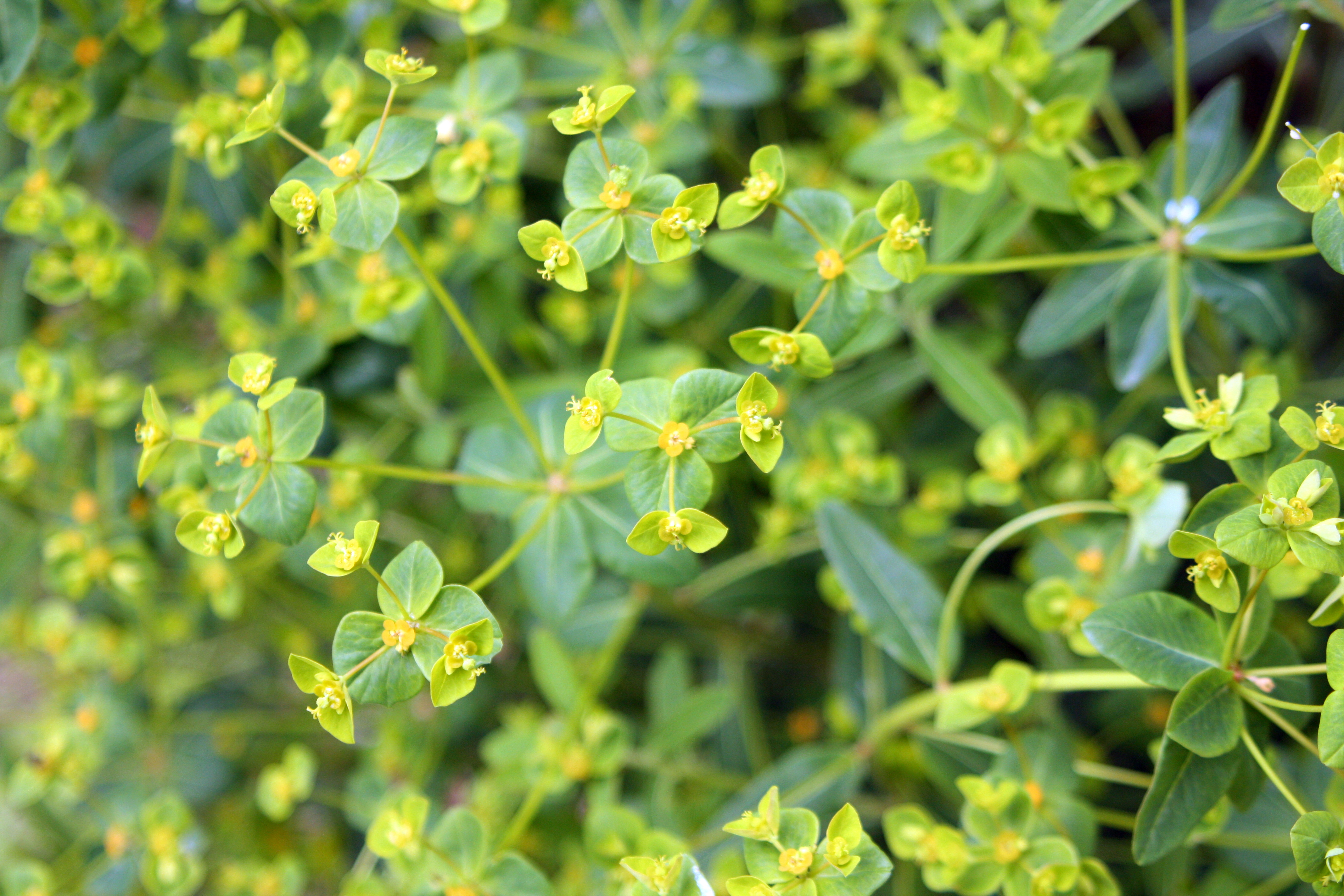